# Racoon (groupe)
Pour l’article homonyme, voir Racoon.
Racoon est un groupe néerlandais de rock, originaire de Goes. Formé en 1997, le groupe est notamment connu pour leurs succès Love You More, No Mercy, Oceean et Het is al laat toch.

## Histoire
Racoon se forme en 1997 à Goes en tant que duo acoustique composé du chanteur Bart van der Weide et du guitariste Dennis Huige. Le duo sort trois chansons parues sur la compilation Characters, publiée par l'Institut national néerlandais de la pop (NPI). Le duo est ensuite rejoint par le bassiste Stefan de Kroon et le batteur Paul Bukkens et le groupe déménage à Utrecht. En 1999, Racoon sert d'acte d'ouverture au festival annuel Noorderslag à Groningue. Ils sont signés sur le label S.M.A.R.T. de Sony Music et à la fin de cette année, ils sont allés en studio pour enregistrer leur premier album.
En janvier 2000, le groupe sort leur premier album Till Monkeys Fly, qui est enregistré aux studios ICP à Bruxelles. L'album est produit par Michel « Magic Stick » Schoots de Urban Dance Squad. Leur premier single Feel Like Flying devient vite populaire notamment après être joué sur la radio néerlandaise 3FM. Racoon jouent ensuite aux festivals Parkpop et Lowlands. Cela est suivi en 2001 avec un nouvel album intitulé Here We Go, Stereo.
En 2004, Racoon signe un contrat avec le label PIAS. L'année suivante, Racoon sort son troisième album intitulé Another Day, qui obtient le succès avec des singles à succès tels que Love You More, Laugh About It et Brother. En 2006, Racoon collabore avec le disc jockey Armin van Buuren pour enregistrer une version dance de la chanson Love You More. En 2008, le groupe sort son quatrième album, Before You Leave qui contient les singles Lucky All My Life et Clean Again.
En mai 2011, Racoon sort son cinquième album Liverpool Rain. Le single No Mercy devient l'un de leurs plus grands succès. En 2012, Racoon écrit sa première chanson en néerlandais, Oceaan, pour la bande originale du film Alles is familie (nl). Ce single est devenu un grand succès dans les classements néerlandais. L'année suivante, Racoon écrit la chanson thème de l'émission de 3FM Serious Request, appelée Shoes of Lightning. Le sixième album studio All in Good Time sort en février 2015.
En 2017, le groupe sort son septième album Look Ahead and See the Distance. À la fin de cette année, le bassiste Stefan de Kroon décide de quitter Racoon. Il est remplacé par Maarten van Damme, ancien membre des groupes Abel et Rosemary's Sons (en).
En 2020, Racoon sort deux singles en néerlandais, Het is al laat toch et De echte vent. Le premier devient le plus grand succès de la carrière du groupe, atteignant la 2e place du Nederlandse Top 40.

## Membres

### Membres actuels
- Bart van der Weide - chant, harmonica
- Dennis Huige - guitare
- Maarten van Damme - guitare basse
- Paul Bukkens - batterie

### Membre additionnel
- Manu van Os - claviers (depuis mi-2006)

### Ancien membre
- Stefan de Kroon - guitare basse (1997-2017)

## Discographie

### Albums studio
| Titre                                                               | Détails                                                                                             | Meilleure position | Meilleure position | Certifications       |
| Titre                                                               | Détails                                                                                             | P-B                | FLA                | Certifications       |
| ------------------------------------------------------------------- | --------------------------------------------------------------------------------------------------- | ------------------ | ------------------ | -------------------- |
| Till Monkeys Fly (en)                                               | - Sortie : janvier 2000 - Label : Sony Music - Formats : CD, cassette, vinyle                       | 60                 | —                  | - NVPI : Or          |
| Here We Go, Stereo (en)                                             | - Sortie : octobre 2001 - Label : Sony - Formats : CD, cassette, vinyle                             | 62                 | —                  |                      |
| Another Day (en)                                                    | - Sortie : avril 2005 - Label : PIAS - Formats : CD                                                 | 2                  | —                  | - NVPI : 2 × Platine |
| Before You Leave                                                    | - Sortie : 3 mars 2008 - Label : PIAS - Formats : CD, téléchargement                                | 2                  | —                  | - NVPI : Or          |
| Liverpool Rain                                                      | - Sortie : 6 mai 2011 - Label : PIAS - Formats : CD, vinyle, téléchargement                         | 1                  | 109                | - NVPI : Platine     |
| All in Good Time                                                    | - Sortie : 12 février 2015 - Label : PIAS - Formats : CD, vinyle, téléchargement                    | 1                  | —                  | - NVPI : Platine     |
| Look Ahead and See the Distance                                     | - Sortie : 5 octobre 2017 - Label : PIAS - Formats : CD, vinyle, téléchargement                     | 2                  | —                  |                      |
| Spijt is iets voor later                                            | - Sortie : 1er octobre 2021 - Label : Sony Music Netherlands - Formats : CD, vinyle, téléchargement | 1                  | —                  | - NVPI : Or          |
| « — » indique que le single n'est pas sorti ou classé dans le pays. | |                    |                    |                      |

### Compilations
| Titre                  | Détails                                                               | Meilleur classement | Certification    |
| Titre                  | Détails                                                               | P-B                 | Certification    |
| ---------------------- | --------------------------------------------------------------------- | ------------------- | ---------------- |
| The Singles Collection | - Sortie : 18 mars 2013 - Label : PIAS - Formats : CD, téléchargement | 1                   | - NVPI : Platine |

### Singles
| Titre                                                               | Année | Meilleur classement | Meilleur classement | Meilleur classement | Certifications   | Album                           |
| Titre                                                               | Année | P-B Top 100         | P-B Top 40          | FLA                 | Certifications   | Album                           |
| ------------------------------------------------------------------- | ----- | ------------------- | ------------------- | ------------------- | ---------------- | ------------------------------- |
| Feel Like Flying                                                    | 2000  | 69                  | 45                  | —                   |                  | Till Monkeys Fly                |
| Blue Days                                                           | 2000  | 84                  | 52                  | —                   |                  | Till Monkeys Fly                |
| Eric's Bar                                                          | 2001  | 97                  | —                   | —                   |                  | Here We Go, Stereo              |
| Happy Family                                                        | 2005  | 84                  | —                   | —                   |                  | Another Day                     |
| Love You More                                                       | 2005  | 4                   | 3                   | —                   |                  | Another Day                     |
| Laugh About It                                                      | 2005  | 12                  | 16                  | —                   |                  | Another Day                     |
| Brother                                                             | 2006  | 34                  | 14                  | —                   |                  | Another Day                     |
| Close Your Eyes                                                     | 2007  | 47                  | 26                  | —                   |                  | single uniquement               |
| Lucky All My Life                                                   | 2008  | 17                  | 19                  | —                   |                  | Before You Leave                |
| Clean Again                                                         | 2008  | 65                  | 41                  | —                   |                  | Before You Leave                |
| No Mercy                                                            | 2011  | 3                   | 3                   | 68                  | - NVPI : Platine | Liverpool Rain                  |
| Took a Hit                                                          | 2011  | 57                  | 26                  | 64                  |                  | Liverpool Rain                  |
| Don't Give Up the Fight                                             | 2011  | 8                   | 20                  | —                   |                  | Liverpool Rain                  |
| Liverpool Rain                                                      | 2012  | 56                  | 36                  | —                   | - NVPI : Platine | Liverpool Rain                  |
| Freedom                                                             | 2012  | 81                  | 43                  | —                   |                  | Liverpool Rain                  |
| Oceaan                                                              | 2012  | 6                   | 6                   | —                   | - NVPI : Platine | single uniquement               |
| Shoes of Lighting                                                   | 2013  | 5                   | 13                  | —                   | - NVPI : Or      | All in Good Time                |
| Brick By Brick                                                      | 2014  | 32                  | 18                  | —                   | - NVPI : Platine | All in Good Time                |
| Guilty                                                              | 2015  | —                   | 41                  | —                   |                  | All in Good Time                |
| Bring It On                                                         | 2017  | 126                 | 50                  | Tip                 |                  | Look Ahead and See the Distance |
| Soon                                                                | 2018  | —                   | 52                  | —                   |                  | Look Ahead and See the Distance |
| Het is al laat toch                                                 | 2020  | 7                   | 2                   | 59                  | - NVPI : Platine | Spijt is iets voor later        |
| De echte vent                                                       | 2020  | 97                  | —                   | —                   |                  | Spijt is iets voor later        |
| « — » indique que le single n'est pas sorti ou classé dans le pays. |       |                     |                     |                     |                  |                                 |

### Singles en featuring
| Titre         | Année | Meilleur classement |
| Titre         | Année | P-B                 |
| ------------- | ----- | ------------------- |
| Love You More | 2006  | 23                  |